# Priscilla Fairfield Bok
Priscilla Fairfield Bok (14 de abril de 1896 – 19 de noviembre de 1975) fue una astrónoma estadounidense. Esposa del también astrónomo neerlandés-estadounidense Bart Bok, Director del Observatorio de Monte Stromlo en Australia, y más tarde del Observatorio Steward, en Arizona, su armonioso matrimonio fue el marco de cuatro décadas de una estrecha colaboración científica, de la cual "es difícil e inútil separar los logros de él de los de ella". Fueron coautores de numerosas publicaciones académicas acerca de cúmulos de galaxias, magnitudes estelares, y la estructura de la Vía Láctea. Los Bok mostraron gran entusiasmo por explicar la astronomía al público: descritos como "los vendedores de la Vía Láctea" por el periódico The Boston Globe, su libro de interés general "La Vía Láctea" pasó por cinco ediciones, y se ha dicho que es "uno de los textos astronómicos más exitosos jamás escritos".

## Juventud e investigaciones
La familia de Priscilla Fairdield vivía en Littleton, Massachusetts, donde su padre era ministro unitario. Priscilla trabajó para poder pagarse el costo de instrucción de la Universidad de Boston. Los fines de semana, Priscilla solía sobornar al guardia para que le permitiera acceder al telescopio solar ubicado en el techo de la Universidad (telescopio que ahora lleva su nombre). En 1961, publicó un artículo acerca de sus observaciones de las manchas solares en la revista Popular Astronomy. Fairfield llevó a cabo sus estudios de graduada con W.W. Campbell en el Observatorio Lick. Luego de graduarse de la UC Berkeley en 1921, Priscilla solicitó trabajo en la compañía General Electric Company, pero fue rechazada luego de declarar que esperaba continuar su carrera como astrónoma en un futuro. Más tarde, rechazó dos ofertas en la costa oeste de Estados Unidos y empezó a trabajar en el Observatorio del Colegio Smith, en Massachusetts. Allí, comenzó a trabajar los fines de semana en estrellas variables RR Lyrae, al lado de los también astrónomos Harlow Shapley y Bertil Lindblad, en el Observatorio del Colegio de Harvard.

Fairfield fue profesora adjunta de astronomía mientras asistía a la Tercera Asamblea de la Unión Astronómica Internacional en Leiden, en los Países Bajos, en 1928. El astrónomo asignado como su comité de recepción se trataba de un joven estudiante graduado, Bart Bok, diez años más joven que ella. Al final de la conferencia, Bart Bok le propuso matrimonio. Aunque Priscilla no aceptó debido a que no deseaba apresurar un matrimonio, mantuvieron correspondencia a lo largo de todo el siguiente año.
Priscilla Fairfield se casó finalmente con Bart Bok el 9 de septiembre de 1929, tres días después de que él se mudara a Estados Unidos tras aceptar una invitación de Shapley para trabajar en el Observatorio de Harvard. La ceremonia fue en casa del hermano de ella, en Nueva York. Shapley tenía algunas dudas sobre Bok al principio, y se mostró protector con Priscilla, a quien consideraba su protegida.

## Harvard
Los Bok permanecieron en Harvard por los siguientes veinticinco años. Bart Bok ascendió rápidamente por los rangos académicos de Harvard, mientras Priscilla continuó investigando y escribiendo, aunque sin recibir ningún pago. Esta situación era apoyada por Shapley, a quien Bart describió como "bastante tacaño en cuanto a contratar gente". Los Bok tuvieron dos hijos: John, en 1930, y Joyce, en 1933. Priscilla se quedó en casa a cuidar de ellos hasta que terminaron la escuela secundaria, por lo que publicó menos investigaciones en este periodo, aunque la participación de los Bok con el público frecuentemente involucraba a ambos.
Su matrimonio marcó el inicio de una estrecha colaboración científica que se extendería a lo largo de cuatro décadas, por lo que "es difícil e inútil separar los logros de él de los de ella". Fueron coautores de numerosas publicaciones académicas sobre cúmulos de galaxias, magnitudes estelares, y la estructura de la Vía Láctea. Su entusiasmo por promover la astronomía entre el público general los llevó a ser bien conocidos: el periódico The Boston Globe los describió en 1936 como "los vendedores de la Vía Láctea".
La obra más importante escrita por los Bok fue un exitoso libro de texto para estudiantes universitarios, así como de ciencia popular, "La Vía Láctea", descrito como "uno de los textos de astronomía más exitosos jamás escritos". Este libro tuvo cinco ediciones luego de su publicación inicial en 1941, y ha sido traducido a muchos idiomas. La redacción de la obra comenzó en 1937, y fue repartida equitativamente entre los Bok, de acuerdo con Bart:

Priscilla y yo estábamos trabajando en el libro acerca de la Vía Láctea, y ella tenía una pequeña habitación en el primer piso donde escribía todo. Vivíamos en Lexington en aquella época. La mujer de la limpieza solía decirle: "Vaya arriba, tiene que ir al trabajo, no se quede sentada hablando conmigo." Y trabajaba muy duro en ello, y al principio teníamos ocho capítulos en el libro. Estuvimos de acuerdo en que yo escribiría cuatro capítulos y ella escribiría otros cuatro, y en que nos amábamos profundamente, sin ningún problema. Luego, después de haber hecho esto por unos cinco o seis meses y de que la redacción estuviera justo empezando dijimos: "Ahora tú toma mis capítulos, y yo tomaré los tuyos, y así tendremos un libro más homogéneo". Bueno, pues un día Priscilla se puso de pie delante de la chimenea, y dijo: "Si quieres cambiar las cosas de esa manera, mi parte se puede ir a la chimenea ahora mismo". No lo hizo, pero ese fue el momento más crítico que jamás tuvimos en nuestra vida de casados, intentando unir esos dos juegos de cuatro capítulos en ocho capítulos. Pero creo que salió bien, y más tarde nos fue mucho mejor. Nos divertimos haciéndolo. Pero te lo digo, escribir un libro con alguien no es fácil siempre, si tienes sentimientos fuertes al respecto.

## Australia
En 1957, los Bok se marcharon a Australia, donde Bart obtuvo el puesto de director del Observatorio de Monte Stromlo en Canberra. Las actividades de Bart no le dejaban mucho tiempo para la investigación astronómica. Priscilla pasó muchas noches en los telescopios del observatorio, observando y analizando datos. Esto era acorde con su interés principal en observaciones básicas, como determinar posiciones estelares y proporcionar magnitudes calibradas.
Su relación cercana y abiertamente afectuosa fue un soporte para sus esfuerzos científicos: la pareja era frecuentemente vista caminando de la mano en Monte Stromlo, conversando profundamente. La personalidad tranquila y empática de Priscilla complementaba y templaba el dinamismo energético y efervescente de Bart.
En las ediciones subsecuentes de su libro, los Bok tuvieron que realizar cambios mayores para adaptarse al rápido progreso de la astronomía galáctica. El fácil acceso del texto para el público general era especialmente importante para Priscilla, de acuerdo con Bart:

Cada vez que estábamos listos para una edición nueva, solíamos decir, "Ahora viene el momento de nombrar al comité". Y teníamos un comité imaginario de alrededor de cinco personas. Cada vez que peleábamos sobre si algo debía ser incluido o no, decíamos, "Ahora, escucha, tienes a tu nieto en nuestro comité. Él no entendería esto. Lo estás escribiendo para [el astrónomo] Jan Oort -- y eso está muy bien, si lo quieres escribir para Jan Oort escribe otro libro, pero no pongas eso nuestro libro."

## Regreso a los Estados Unidos
En 1966, los Bok volvieron a los Estados Unidos para que Bart tomara el puesto de Director del Observatorio Steward en Arizona, el cual mantuvo hasta 1970. Priscilla sufrió una apoplejía en 1972. Su salud fue en declive durante los años siguientes, por lo que Bart renunció a su puesto como vicepresidente de la IUA en 1974 para dedicarse totalmente a su cuidado. Priscilla murió de un infarto en noviembre de 1975.

## Reconocimiento
Priscilla Bok es conmemorada con el asteroide (2137) Priscilla, el cual fue nombrado después de su muerte. En la leyenda de nombramiento de (2137) Priscilla, se puede leer en parte: "Con su esposo, Bart J. Bok, participó en cuatro décadas de fructífera investigación galáctica, primero en el Observatorio del Colegio de Harvard, después en el Observatorio de Monte Stromlo y en el Observatorio Steward, con breves recorridos en otras partes. También disfrutó impartiendo cursos de astronomía sucesivamente en el Colegio Smith, el Wellesley College y en el Colegio Connecticut para Mujeres. Junto con su esposo, preparó varias ediciones de "La Vía Láctea", un título popular entre los Libros Harvard de Astronomía." Los Bok son conmemorados conjuntamente por sus contribuciones científicas con el cráter lunar Bok, de 43 kilómetros de diámetro, en la cara oculta de la Luna, y con un asteroide descubierto por Elizabeth Roemer en 1975, (1983) Bok.
Existen dos premios Priscilla y Bart Bok, los cuales son entregados conjuntamente cada año por la Sociedad Astronómica del Pacífico y la Sociedad Astronómica Americana a proyectos relacionados con la astronomía en la Feria Internacional de Ciencia e Ingeniería Intel en reconocimiento a los Bok por su defensa de la educación astronómica y por su labor en la comunidad.
La Universidad Nacional Australiana otorga cada año el premio Priscilla Fairfield Bok a una mujer estudiante del tercer año de ciencias.

## Publicaciones
- La Vía Láctea. Bart J. Bok y Priscilla F. Bok. Harvard University Press. Primera edición 1941; quinta edición 1981.
- Bok's ADS record.